# Comandante Freitas (vapor de guerra)
O Vapor de Guerra Comandante Freitas, classe Ita, ex paquete "Itapeva" da Companhia Nacional de Navegação Costeira, adaptado para construção de faróis, foi o capitânia da Flotilha do Amazonas de 1908 a 1915.
Lançado em primeiro de junho de 1881 teve sua incorporação à frota da Marinha do Brasil em quatro de fevereiro de 1898 sendo sua baixa em 1915.

## Origem do nome
Esta foi a única embarcação da Marinha do Brasil a ostentar este nome. Homenagem ao Capitão de Fragata José de Freitas.

## Características
Deslocamento: 450 ton (padrão) e 750 ton (carregado).
Propulsão: mista vela e vapor; com um motor tipo, C2cyl, (23&50x30in), 100nhp, 1- Screw  acoplada a um eixo, e duas velas latinas e uma bujarrona, cada uma delas com um pau de carga.
Dimensões:
- Comprimento: 67,65 m.
- Boca: 9,95 m
- Pontal 4,45 m.
- Calado: 3,15 m.

Velocidade: oito nós.
Equipamentos: dois paus de carga, dois guinchos e uma oficina mecânica.
Tripulação: 86 homens, sendo 12 oficiais e 74 Sargentos, Cabos e Marinheiros.

## História

### Antecedentes
Construído em 1881 pela Scott & Co, Cartsdyke, Greenock, Yard Nº 202, Escócia recebeu o nome de SS (steamship) Cavour  e foi entregue ao primeiro proprietário a Liverpool, Brazil & River Plate S.N. Co, de Liverpool, Inglaterra, para transporte de carga e passageiros na costa do Brasil e Argentina.
Em 1891 foi vendido aos Irmãos Lage, Rio de Janeiro.
Em 1896 foi um dos quatro primeiros "Ita" da recém criada Cia Nacional de Navegação Costeira onde recebeu o nome de Itapeva.

### Marinha de Guerra do Brasil
Foi adquirido da Companhia Nacional de Navegação Costeira e submetido à Mostra de Armamento pelo Aviso de quatro de fevereiro de 1898, publicado na Ordem do Dia nº 31, de oito de abril de 1898.
Seu primeiro comandante foi o Tenente Eduardo Augusto Veríssimo de Mattos
Durante seu período ativo na Marinha participou da construção, reparo e inauguração de vários faróis:
- 22 de abril de 1899, construção do farol da Ponta Boi, inaugurado em 1º de abril de 1900.

- 8 de março de 1902, cerimônia de inauguração do Farol de Macaé, na Ilha de Santana. Ainda em 1902, deu inicio a construção do Farol de Itajaí (Cabeçudas), inaugurado em 15 de novembro.

- Construiu o Farol da Ilha da Paz, inaugurado em 20 de abril 1906.

- Em 31 de agosto, concluiu a transferência do farolete da Ponta de João Dias para a Ponta do Sumidouro, ambos na barra de São Francisco do Sul.

- Realizou a transferência do Farol de Belmonte da margem esquerda para margem direita da foz do rio Jequitinhonha.

- Em 7 de novembro de 1907, foi elevado a categoria de navio de 2ª classe, que significava ser comandado por um Capitão de Fragata,[4] pelo Aviso n.º 2.508.

- No ultimo trimestre de 1907 e durante o ano de 1908, realizou levantamento hidrográfico na baía da Ilha Grande, apoiou os faróis da costa leste até Pernambuco, esteve em Fernando de Noronha, e nas Rocas para escolher locais para construção de um farol. Na escala em Recife-PE houve a transferência de comando do Comandante Rodolfo Ramos Fontes para o Comandante Manuel Ferreira de Lamare. De Recife, partiu Manaus fundeando em 20 de maio de 1908, sete meses depois de ter suspendido do Rio de Janeiro.

- Em 23 de maio de 1908, a Ordem do Dia n.º 43 do Comando da Flotilha do Amazonas o incorporou àquela Flotilha e o fez Capitânia.

- Em 26 de maio de 1908, o 1º Tenente Brás de Aguiar assumiu a Imediatice e deu início à sua comissão volante, para estabelecimento de estações meteorológicos termo-pluviométricos na região.

- Em 8 de outubro de 1910 as 05h30, por ordem do Capitão-de-Corveta Francisco da Costa Mendes, Comandante desde a véspera, a Flotilha abriu fogo contra a cidade de Manaus, no golpe fracassado dado pelo vice-governador, contra o governador. Houve mortos e feridos, casas destruídas. O Palácio do Governo; o Teatro Amazonas; a Igreja dos Remédios; o Quartel Geral da Policia; o Ginásio (hoje Colégio Estadual D. Pedro II); o Hospital da Beneficente Português; o Hospital Militar; o Mercado Municipal entre outros, foram alvejados. O incidente ficou conhecido como o bombardeio de Manaus.

Deu baixa do serviço ativo em 1915.
O Vapor Comandante Freitas, mesmo depois de dado baixa continuou servindo a sinalização náutica na costa brasileira, tendo sido convertido em Navio-farol para o baixio do Bragança no Pará. A conversão foi realizada em Belém sob a orientação do Capitão-Tenente Amaury Sadock de Freitas.
Em 1931 é rebatizado com o nome Pedro II pela empresa S.A. Bitar Irmãos, de Belém do Pará.
Em 1953 seu nome foi retirado dos registros dos navios em atividade.